# Rodriguinho (Fußballspieler, 2001)
Rodrigo Araújo da Silva Filho (* 17. April 2001 in Belo Horizonte), auch bekannt als Rodriguinho, ist ein brasilianischer Fußballspieler.

## Karriere
Rodriguinho erlernte das Fußballspielen in den brasilianischen Jugendmannschaften von Atlético Mineiro, dem Avaí FC und Chapecoense. Bei Chapecoense unterschrieb er 2021 auch seinen ersten Vertrag. Der Verein aus Chapecó spielte in der ersten Liga, der Série A. Für den Klub bestritt er elf Erstligaspiele. Am Ende der Saison musste er mit Chapecoense in die Série B absteigen. In der zweiten Liga stand er viermal für Chapecoense auf dem Spielfeld. Von Ende August 2022 bis Ende Oktober 2022 wurde er an den Joinville EC ausgeliehen. 2023 spielte er auf Leihbasis für die brasilianischen Vereine CS Alagoano und Concórdia AC. Nach Vertragsende bei Chapecoense ging er im Januar 2024 nach Asien, wo er in Thailand einen Vertrag beim Erstligisten Chiangrai United unterschrieb. Für den Verein aus Chiang RaiChiangrai bestritt er 19 Ligaspiele. Nach der Hinrunde wurde sein Vertrag in Thailand nicht verlängert. Im Januar 2025 kehrte er in seine Heimat zurück. Hier schloss er sich in Aracaju dem AD Confiança an.